# Juan Zúñiga
Juan Antonio Zúñiga Quiroz (San Francisco de Mostazal, Región de O'Higgins, Chile, 4 de abril de 1996), es un futbolista chileno que juega de volante actualmente en Deportes Rengo de la Tercera División A de Chile. 

## Trayectoria
Debutó en el fútbol profesional por O'Higgins en un partido contra Santiago Wanderers por la primera fecha de Copa Chile 2014-15. Debutó en Primera División en un partido por la 15° fecha del Torneo Clausura 2015 frente a Cobresal ingresando en el minuto 86' por Juan Fuentes.

## Clubes
| Club                 | País  | Año       |
| -------------------- | ----- | --------- |
| O'Higgins            | Chile | 2014-2016 |
| Trasandino Los Andes | Chile | 2016      |
| Deportes Rengo       | Chile | 2017      |
| Fernández Vial       | Chile | 2018      |
| Lautaro de Buin      | Chile | 2019      |
| Deportes Rengo       | Chile | 2020-Act. |